# Dorothea van Fornenbergh
Dorotea van Fornenbergh, född cirka 1647/54, död efter år 1697, var en nederländsk skådespelare. 
Dotter till Jan Baptist van Fornenbergh (1624-1697), skådespelare och teaterregissör, och skådespelaren Helen Heusen (ca 1622-1680) och gifte sig 1696 med Johan Hauman Gal. 
Hon var verksam i teatern i Haag (som grundats 1660) och som en del av faderns resande teater i Norra Tyskland, Skandinavien och Baltikum från 1660-talet fram till 1681. Hon var verksam med sina syskon Susanna, Johanna och Cornelia Dorotea och sin troliga halvsyster Anna van Fornenbergh.  Hon deltog från 1665 till 1670-talet i en internationell turné med sin fars teater i Altona (nära Hamburg), Reval (nuvarande Tallinn), Stockholm, Köpenhamn och Riga. Hon medverkade troligen i invigningen av Stockholms hovteater den 22 februari 1667, Orondates Statira. 
I juli 1681 mottog Dorotea nattvarden i den reformerta kyrkan i Haag efter att ha ångrat sitt "skamliga sätt att leva" och avsade sig sitt yrke. Hon följde därmed sin syster Cornelias exempel och följdes i sin tur av sin far och syster Johanna, som alla ångrade sitt "skamliga" yrke och avsade sig det för att kunna motta nattvarden. Efter detta nämns hon inte mer.   